# Гидінць
Гидінць, Гидінці (рум. Gâdinți) — комуна у повіті Нямц в Румунії. До складу комуни входить єдине село Гидінць.
Комуна розташована на відстані 286 км на північ від Бухареста, 48 км на схід від П'ятра-Нямца, 50 км на південний захід від Ясс.

## Населення
У 2009 року у комуні проживали 2706 осіб.

## Зовнішні посилання
- Дані про комуну Гидінць на сайті Ghidul Primăriilor [Архівовано 21 червня 2013 у Wayback Machine.]